# Glashütten (Assia)
Glashütten è un comune tedesco di 5 437 abitanti,, situato nel land dell'Assia.